# KTU 5.14
KTU 5.14 (RS 19159) — глиняная табличка, содержащая повреждённый угаритский абецедарий, буквы которого подписаны по-аккадски. Находится в Национальном музее Дамаска, инвентарный номер — 5131.

## Описание
Табличка была обнаружена в юго-западной части царского дворца Угарита (современный Рас-Шамра в Сирии) в топографической точке 1556 на глубине 2,3 м во время девятнадцатого сезона раскопок в 1955 году.
Сохранившаяся часть надписи состоит из четырёх столбцов: два на лицевой стороне и два на оборотной; в каждой паре столбцов левый содержит угаритские буквы, а правый — их аккадские соответствия. Столбцы читаются сверху вниз следующим образом:
| 𐎀 | a | 𒀀 | a  |
| 𐎁 | b | 𒁁 | be |
| 𐎂 | g | 𒂵 | ga |
| 𐎃 | ḫ | 𒄩 | ḫa |
| 𐎄 | d | 𒁲 | di |
| 𐎅 | h | 𒌑 | ú  |
| 𐎆 | w | 𒉿 | wa |
| 𐎇 | z | 𒍣 | zi |
| 𐎈 | ḥ | 𒆪 | ku |
| 𐎉 | ṭ | 𒎗 | ṭí |

| [𐎔] | [p] |   | [p]u |
| 𐎕   | ṣ   | 𒍝 | ṣa   |
| 𐎖   | q   | 𒆯 | qu   |
| 𐎗   | r   | 𒊏 | ra   |
| 𐎘   | ṯ   | 𒊭 | ša   |
| 𐎙   | ġ   | 𒄩 | ḫa   |
| 𐎚   | t   | 𒌅 | tu   |
| 𐎛   | i   | 𒄿 | i    |
| 𐎜   | u   | 𒌋 | u    |
| 𐎝   | ś   | 𒍪 | zu   |

Нижняя треть лицевой стороны и, соответственно, верхняя треть обратной стороны утрачены, поэтому десять букв из середины угаритского алфавита отсутствуют; сохранились только первые десять и последние десять.
Угаритские буквы и знаки аккадской клинописи отделены друг от друга вертикальными линиями, проведёнными по глине, а между собой — такими же горизонтальными линиями, образующими, таким образом, таблицу. Аккадские подписи могут являться приблизительной транслитерацией или сокращением от названий угаритских букв, а сама табличка — учебным пособием для писцов, которые уже владели аккадской клинописью и изучали угаритский алфавит.
Впрочем, ассиролог Уильям Халло не согласен с тем, что аккадские подписи на этой табличке в действительности представляли собой сокращённые угаритские названия, так как, несмотря на широкое использование сокращений в клинописи, в шумеро-аккадских списках знаков сокращения не встречались; он считал, что известные семитские названия букв имеют более позднее происхождение, а изначальные названия были односложными.
Шарль Виролло отмечал следующие особенности данного документа: транскрипция угаритских ḫ и ġ одним и тем же знаком ḫa, обусловленная тем, что шумеры при создании клинописи не нуждались в отдельном обозначении для ġ; передача h, не представленного в клинописи по тем же причинам, через ú, которая также наблюдается в амарнских письмах, где аккадскому ú этимологически соответствует угаритское h; наконец, передача ḥ через ku, которая не свойственна другим текстам, где угаритские слова передаются клинописью, так как в них он обычно заменяется на ḫ.